# Linia kolejowa Stargard Szczeciński – Stargard Szczeciński PEC
Linia kolejowa Stargard Szczeciński – Stargard Szczeciński PEC – linia kolejowa łącząca stacje Stargard z bocznicą kolejową Przedsiębiorstwa Energetyki Cieplnej Sp. z o.o. Cała linia jest jednotorowa o rozstawie szyn wynoszącym 1435 mm. Powstała w latach 1970–1980. Obecnie linia jest używana w okresie letnim i służy do dowozu węgla do Stargardzkiej Ciepłowni.

## Informacje dodatkowe
Od głównej linii, 150 m za nastawnią Sr1, w kierunku Szczecina odchodzą 4 kolejne linie:
- do oddziału spółki PKP Energetyka
- do byłego ZNTK Stargard (obecnie ZPS)
- do drugiej co do wielkości w Stargardzie bocznicy towarowej przy ul. Składowej
- linia służąca do wyładunku kruszywa

Również w tamtym miejscu odchodzą dwie kolejne linie idące w kierunku bocznicy PEC, pierwsza linia jest nieużywana, budowa drugiej nie została skończona.
W okresie letnim linią jeździ około 12 pociągów towarowych dowożących węgiel do miejskiej ciepłowni.
Cała linia biegnie wzdłuż linii kolejowej E 59 Poznań – Szczecin, a kończy się 1 km przed przystankiem Grzędzice Stargardzkie.